# Grågrön gräsängsskinnbagge
Grågrön gräsängsskinnbagge (Trigonotylus pulchellus) är en art i insektsordningen halvvingar som tillhör familjen ängsskinnbaggar.

## Kännetecken
Denna ängsskinnbagge har en långsmal kropp med en kroppslängd på 4,2 till 5,7 millimeter. Färgen på kroppen är grön, med mörkare linjer på huvud, halsköld och skutell. Även benen är gröna, utom skenbenens yttersta del som är orange. Dess antenner, som är något längre än kroppen, är också orangea, liksom dess tarser. 

## Utbredning
Den grågröna gräsängsskinnbaggen finns i större delen Europa, utom på Brittiska öarna och i norra Skandinavien. I Sverige har den endast hittats i Skåne.

### Status
I Sverige är den grågröna gräsängsskinnbaggen rödlistad. Den upptogs i 2005 års rödlista som akut hotad. Det största hotet mot arten angavs vara habitatförlust genom igenväxning och exploatering av dess livsmiljöer för bebyggelse. I 2020 års rödlista anges den som starkt hotad.

## Levnadssätt
Den grågröna gräsängsskinnbaggens habitat är torra, sandiga och soliga områden där det växer borsttåtel och sandlosta, eftersom den livnär sig på dessa växters frön. Som andra halvvingar har den ofullständig förvandling och genomgår utvecklingsstadierna ägg, nymf och imago. Från Tyskland finns uppgifter om att arten har två generationer per år, med den första generationen fullbildade insekter uppträdande från juni till juli och den andra i augusti till september. Övervintringen sker som ägg.